# 970
| Calendário gregoriano                                                        | 970 CMLXX                                              |
| Ab urbe condita                                                              | 1723                                                   |
| Calendário arménio                                                           | 419 – 420                                              |
| Calendário bahá'í                                                            | -874 – -873                                            |
| Calendário budista                                                           | 1514                                                   |
| Calendário chinês                                                            | 3666 – 3667 Início a 10 de fevereiro (aproximadamente) |
| Calendário copta                                                             | 686 – 687                                              |
| Calendário etíope                                                            | 962 – 963                                              |
| Calendários hindus - Vikram Samvat - Calendário nacional indiano - Cáli Iuga | 1025 – 1026 891 – 892 4070 – 4071                      |
| Calendário Holoceno                                                          | 10970                                                  |
| Calendário islâmico                                                          | 359 – 360                                              |
| Calendário judaico                                                           | 4730 – 4731                                            |
| Calendário persa                                                             | 348 – 349                                              |
| Calendário rúnico                                                            | 1220                                                   |
| Calendário solar tailandês                                                   | 1513                                                   |

970  (CMLXX na numeração romana) foi um ano comum  do século X do Calendário Juliano, da Era de  Cristo, teve início a um sábado e terminou também a um sábado, e a  sua letra dominical foi B  (52 semanas).
No  território que viria a ser o reino de  Portugal estava em vigor a Era de César que já contava 1008 anos.
| Ano completo                   |
| ------------------------------ |
| Ano comum com início ao sábado |

## Eventos
- Início da guerra rus'-bizantina de 970-971, que alguns historiadores colocam em 967.
- Fujiwara no Arihira foi nomeado Sadaijin

## Nascimentos
- Guido Arnaldes, cavaleiro medieval português e Senhor de Aguiar de Sousa e do Paço de Sousa.
- Sancho Garcia, 4º Conde de Castela (m. 1017).

## Mortes
- Fernão Gonçalves, Conde de Castela, Álava, Lara, Burgos e Leão. Em 950 criou as fundações para a independência de Castela (n. 900).
- Raimundo II de Ribagorza, conde de Ribagorza (n. 910).
- 22 de Fevereiro - Garcia Sanches I de Pamplona, rei de Pamplona e conde de Aragão (n. 919).
- 11 de Novembro - Sadaijin Fujiwara no Arihira